# 2-й окремий мотопіхотний батальйон «Горинь»
2-й окремий мотопіхотний батальйон «Горинь» (2 ОМПБ, в/ч А4367, пп В0113) — формування у складі Збройних сил України, створене у червні 2014 року як 2-й батальйон територіальної оборони «Горинь» з мешканців-добровольців Рівненської області. Командир батальйону — полковник Олександр Цись.

## Створення
Комплектування батальйону «Горинь» проходило на основі Закону України від 25 березня 1992 року № 2232-ХІІ «Про військовий обов'язок і військову службу», «Положення про проходження громадянами військової служби у Збройних Силах України», наказу Міністра оборони України «Про затвердження Інструкції про організацію виконання Положення про проходження громадянами України військової служби у Збройних Силах України».
Об'єднані районні та міські комісаріати Рівненської області почали наповнювати батальйон особовим складом з числа патріотично налаштованих добровольців на військову службу за контрактом з числа військовозобов'язаних та осіб призовного віку з Рівненської області наприкінці травня 2014 року. Після завершення у червні комплектування особовим складом і зброєю розпочалося бойове злагодження підрозділів батальйону на військових полігонах. Бійці вчилися несенню бойового чергування на блокпостах та правилам охорони стратегічних об'єктів, також провели стрільби із легкої стрілецької зброї.
Iм'я для батальйону по назві річки Горинь запропонував голова Рівненської обласної державної адміністрації Сергій Рибачок в ході зустрічі з бійцями. На загальних зборах 2-го БТрО ця назва була прийнята.
В червні Рівненська обласна рада виділила для батальйону територіальної оборони «Горинь» два мільйони гривень. 100 тисяч гривень з міського бюджету Рівного виділи на придбання рацій. Матеріальну i грошову допомогу батальйону «Горинь» окрім Рівненської ОДА та облради також надали небайдужі рівненчани, — працівники прокуратура області дали гроші на придбання для батальйону приладів нічного бачення, акумуляторів i частину бронежилетів; студенти медколеджу зібрали кошти на медикаменти; комітет сприяння підприємницької діяльності та розвитку малого і середнього бізнесу Рівненської області зібрав 20 000 гривень.
Спочатку планувалося, що батальйон буде нести службу лише в межах Рівненської області. Ще в ході вишколу батальйон був долучений до охорони стратегічних об'єктів Рівненської області. У липні Міністерство оборони України направило бійців «Горині» на охорону Рі́вненської АЕС — за даними СБУ існувала ймовірність теракту.

## Склад
Штатна чисельність батальйонів територіальної оборони мирного часу була визначена в 426 військовослужбовців. Заступник командувача військ Оперативного командування «Північ» полковник Володимир Яцентюк повідомив, що штатний склад батальйону «Горинь» був затверджений у кількості 430 осіб. Кістяк батальйону створили колишні військові, які проходили службу у Збройних силах України.

## Озброєння
При формуванні 2-й БТрО одержав штатну легку стрілецьку зброю: пістолети, автомати та ручні кулемети. В зоні АТО батальйон був доозброєний важкими кулеметами, автоматичними та одноразовими гранатометами. Проте не була надана броньована техніка, і зі слів комбата Олександра Цися, у зоні АТО бійці виїжджали на завдання на шкільних автобусах та легкових автомобілях із вибитими шибками.

## Діяльність
Після завершення вишколу особовий склад Рівненського батальйону територіальної оборони був направлений до виконання завдань в районі проведення Антитерористичної операції на сході України. Не вдалося забезпечити усіх бійців батальйону бронежилетами: за свідченям заступника обласного військового комісара Миколи Ковальчука їх одержала лише половина солдатів. Не було надано належного транспорту, замість нього особовий склад 1-ї та 2-ї рот виїхав в зону АТО на початку липня на шкільних автобусах.
В зоні АТО 2-й БТрО був підпорядкований оперативному командуванню «Південь» Сухопутних військ Збройних Сил України. Роти батальйону були розкидані по різним місцям на території Донецької та Луганської областей, де вони взяли участь у бойових діях: «Бійцям вдалось провести близько десятка вдалих операцій, затримати окремих координаторів ДНР та передати їх СБУ у зоні АТО».

В середині серпня 2014 року одна з рот «Горині» декілька днів обстрілювалась із реактивної артилерії, в Інтернеті була розповсюджена чутка про нібито знищення батальйону «Горинь», що не відповідало дійсності. За словами комбата Олександра Цися, на передовій часом дійсно приходилося важко. В інтерв'ю від 2016 року комбат згадує, що батальйон під час серпневих боїв під Іловайськом знаходився зі штабом 8-го корпусу. При загрозі оточення 2-га рота батальйону вийшла разом з частиною штабу 8-го корпусу. За словами комбата, під час виходу двічі підрозділи батальйону розгорталися для можливого відбиття атаки, проте російська танкова колона пройшла повз, батальйон вийшов без втрат.

| Під системні обстріли "Градом" і "Ураганом" "Горинь", яка мала б працювати в тилу, потрапляла багато разів: Амвросіївка, Солнцеве, Гранітне, Благодатне і т. д. Двічі з оточення мусили виходити. |
| — Комбат Олександр Цись, вересень 2014. |

Восени 2014 року 2-й БТрО був відведений у Запорізьку область для охорони стратегічно важливих об'єктів.

## Шефська допомога
З самого початку формування Рівненського батальйону територіальної оборони місцеві органи влади, громадські організації, волонтери та просто звичайні люди надали батальйону матеріальну допомогу. Військовослужбовець із «Горині» Андрій Берташ висловив за це щиру подяку від усього батальйону.

 
19 липня Галина Кульчинська, заступник мера Рівного, та Лариса Зелінська, депутат Рівненської міської ради привезли батальйону «Горинь» в зону військових дій на сході України гуманітарну допомогу:
Спільними зусиллями Міноборони та волонтерів Рівненщини батальйон був підготовлений до зими.

## Переформатування
7 жовтня 2014 року була прийнята директива МО та ГШ ЗСУ про переформатування 2-го БТрО у окремий мотопіхотний батальйон (м. Рівне) та його підпорядкуванні в/ч В0259 Оперативного командування «Північ». Особовий склад 2-го БТрО висловився за збереження територіального характеру підрозділу. Голова Рівненської обласної ради Михайло Кириллов та голова Рівненської облдержадміністрації Сергій Рибачок звернулись до міністра оборони Степана Полторака з проханням не переформатовувати «Горинь». 10 листопада в ефірі телеканалу «ICTV» міністр оборони заявив:

## Символіка
Знак батальйону старого зразка створено на основі герба Рівненської області, який супроводжує стрічка національних кольорів. Своєю чергою, в обласному гербі відтворено історичний герб Волинської землі, у видозміні знаній від другої половини XVI ст., тобто — срібний лапчастий хрест у червоному полі.

## Втрати
- Суліцький Олександр Сергійович, сержант, водій-слюсар, загинув 9 серпня 2014 року.
- Швець Сергій Олександрович, солдат, стрілець, помер 25 червня 2015 року.
- Микитюк Віктор Іванович, старший лейтенант, командир взводу, помер 28 червня 2015 року.
- Правосудько Ігор Миколайович, молодший сержант, командир відділення, загинув 2 серпня 2015 року.
- Пономаренко Сергій Олександрович, молодший сержант, загинув 2 серпня 2015 року.
- Січкар Юрій Анатолійович, старший солдат, навідник, загинув 13 вересня 2015 року.
- Ільченко Сергій Анатолійович, старший солдат, старший стрілець, загинув 13 вересня 2015 року.
- Рожелюк Володимир Якович, старший лейтенант, командир взводу, помер 20 вересня 2015 року.
- Глєбов Сергій Володимирович, прапорщик, загинув 12 січня 2016 року.
- Купчаковський Сергій Миколайович,сержант,помер 3 листопада 2016 року.

### Поранені
- 7 серпня в Рівненський військовий госпіталь доставили 8 поранених бійців з батальйону територіальної оборони «Горинь»[35].

### Полонені
В полоні побували декілька вояків «Горині»: Як підтвердили в Рівненському обласному військовому комісаріаті, частину з них змусили узяти участь у так званому «параді зла», що пройшов в Донецьку на День Незалежності України.
- Рищиковець Леонід Сергійович
- Матюх Олександр Миколайович
- Юхимчук Ігор Олексійович
- Ніколаєв Валерій Володимирович
- Тепляков Віталій Вікторович
- Колодійчук Сергій Олександрович

## Вшанування
У пам'ять про загиблих в селі Луганське під час ворожого обстрілу побратимів Ігоря Правосудька та Сергія Пономаренка заступник командира першої сотні (роти) 2 ОМПБ Пилипенко М. І. написав вірша «Перша рота».